# Литвин Микола Романович
Микола Романович Литвин (нар. 10 квітня 1957, м. Тернопіль) — український історик, директор Інституту українознавства імені І. Крип'якевича НАН України (2010—2018), професор (2001), доктор історичних наук (1999), Заслужений діяч науки і техніки України, голова Львівської обласної організації Національної спілки краєзнавців України.

## Життєпис
Народився 10 квітня 1957 року в Тернополі у родині службовців.

### Освіта
- 1974—1979 — навчався на історико-педагогічному факультеті Івано-Франківського педагогічного інституту імені Василя Стефаника
- 1999 — захистив докторську дисертацію «Українсько-польська війна 1918—1919 рр.» (наук. консультант Ю. Ю. Сливка).

### Кар'єра
У 1985 році в Ленінграді захистив кандидатську дисертацію на тему: «Боротьба за встановлення радянської влади в Східній Галичні, листопад 1918 — вересень 1920 рр.».
Від 1979 — працює в Інституті українознавства ім. І. Крип'якевича НАН України (до 1993 — Інститут суспільних наук АН України): стажист-дослідник, молодший науковий співробітник, науковий співробітник, старший науковий співробітник відділу новітньої історії, завідувач відділу наукових та інформативних видань (1995), керівник Центру дослідження українсько-польських відносин (із 2007), заступник директора з наукової роботи, директор (2010—2018),

### Наукова діяльність
Під час навчання обирався головою Студентського наукового товариства, був лауреатом республіканських і всесоюзних конкурсів студентських наукових робіт.
З 2001 р. — професор.
За сумісництвом:
- викладав спецкурс з історії Українських визвольних змагань першої третини XX ст. на кафедрі новітньої історії України Львівського національного університету ім. І. Франка (2000—2009),
- виконував обов'язки голови ДЕКу на факультеті міжнародних відносин (2007—2009).

Неодноразово виступав на університетських конференціях, присвячених історії Львова, пам'яткам культури Галичини; брав участь у першолистопадових походах студентів на Меморіал УСС-УГА (Яновський цвинтар).
Підготував п'ятьох докторів і дев'ять кандидатів історичних наук. Учасник міжнародних конференцій в Україні, Польщі, Росії, Чехії.

### Громадська робота
- голова історичної комісії НТШ (1999—2002),
- член (1993) і заступник (2006) Голови польсько-української історичної комісії при НАН України.
- член Експертної ради ВАК України з історичних дисциплін (2002—2004, 2006—2010).
- Голова Львівської обласної організації Національної спілки краєзнавців України (з 2002), член правління НСКУ.

### Відзнаки
- Указом Президента України 2007 р. отримав звання «Заслужений діяч науки і техніки України».
- Лауреат премії НАН України імені М. С. Грушевського (2001).
- Почесний краєзнавець України (2017)

### Публікації
Має близько 500 наукових і науково-популярних публікацій з новітньої історії України, українсько-польських відносин, картографії та археографії, історичного краєзнавства, просопографії.
Монографії, посібники, брошури:
1. Історія галицького стрілецтва. — Львів, 1991.
2. Історія ЗУНР. — Львів, 1995.
3. Генералітет Українських визвольних змагань. — Львів, 1995.
4. Українсько-польська війна 1918—1919 рр. — Львів, 1998.
5. 1939. Західні землі України. — Львів, 1999.
6. Військова еліта Галичини. — Львів, 2004.
7. Львів: між Гітлером і Сталіним. — Львів, 2006.
8. Збройні сили України першої половини XX ст. Генерали і адмірали. Харків; Львів, 2007.
9. Сталін і Західна Україна 1939—1941 рр. — Київ, 2010 (співавтор К. Науменко).

Статті:
1. Військова історія України першої половини XX ст.: здобутки і проблеми дослідження //Дрогобицький краєзнавчий збірник. Спецвипуск. Дрогобич, 2002. — С. 305—312.
2. Українська національно-демократична революція: Україна у роки першої світової війни; Проголошення автономії України; Українська Народна Республіка; Українська держава; Відновлення УНР; Західно-Українська Народна Республіка; Національний рух на Закарпатті та Північній Буковині; Уроки визвольної боротьби // Історія України /Відп. ред. Ю.Сливка; кер. авт. кол. Ю.Зайцев. — Львів: Світ, 2002. — С. 229—264.
3. Український та польський істеблішмент у період «Великої війни» та національно-демократичних революцій (1914—1918) // Історіографічні дослідження в Україні. — Київ, 2003. — Вип. 13. — Ч. 1. — С. 155—173.
4. Литвин М. Przestanki etnopolityczne akcji deportacyjnych na pograniczu ukraińsko-polskim pierwszej połowy XX w. // Przemyskie zapiski Historyczne. R. XII—XIII: 2000—2002. — Przemyśl, 2003. — S. 13-18.
5. З досвіду співпраці Південно-Східного наукового інституту в Перемишлі та Інституту українознавства ім. І.Крип'якевича НАН України // Інститут українознавства ім. І.Крип'якевича НАН України в 2004 р. Інформаційний бюлетень / Інститут українознавства ім. І.Крип'якевича НАН України. — Львів, 2005. — С. 150—152.
6. Соборність України та її супротивники (1918—1919) // Україна соборна / Інститут історії України НАН України. — Київ, 2005. — Вип. 2. — С. 235—246.
7. Українське військово-історичне товариство у Польщі (1920—1939) // Warszawskie Zeszyty Ukrainoznawcze 19-20. — Warszawa, 2005. — S. 282—288.
8. Україна у Першій світовій війні: сучасна російська історіографія проблеми // Військово-науковий вісник. — Львів, 2005. — Вип. 7. — С. 151—159.
9. Проблеми відродження державності й соборності України в 1914—1923 рр.: політика і дипломатичний чин північноамериканської еміграції // Україна в революційних процесах перших десятиліть XX століття. — Київ, 2007. — С. 431—437.
10. Польська історіографія про мету, засоби і наслідки політики радянізації в західних землях України (1939—1941) // Україна-Європа-Світ. — Вип. 1: Міжнародний збірник наукових праць / Гол. ред. М. Алексієвець. — Тернопіль, 2008. — С. 214—220.

Редагування:
1. Заступник відповідального редактора «Історії Львова» (Львів, 2006—2007, т. 1-3).
2. Співавтор низки колективних праць: «Історія українського селянства» (К., 2006, т. 2), «Історія України» (Львів, 1996, 1998, 2002, 2003), «Уряди України XX ст.» (К., 2000), «Західно-Українська Народна Республіка 1918—1923. Ілюстрована історія» (Львів, 2008).
3. Співупорядник збірників документів: «Інтернаціональна солідарність трудящих західноукраїнських земель з республіканською Іспанією» (К., 1988), «Депортації. Західні землі України кінця 30-х — початку 50-х рр. Документи, матеріали, спогади» (Львів, 1996—2002, т. 1-3), «Polacy na Ukraine. Cz. 1: Lata 1917—1939» (Przemyśl, 1998—2001, т. 1-III).
4. Співупорядник збірників наукових праць: «Жовківщина. Історичний нарис» (Львів, 1993), «Перемишль і Перемиська земля протягом віків» (Перемишль-Львів, 1996—2002, т. 1-3); «Західно Українська Народна Республіка. Уряди. Постаті» (Львів, 2009), «Ярославщина» (Львів, 2009).
5. Науковий редактор монографій «Українська військова еміграція у Польщі. 1920—1939» (автор О. Колянчук. Львів, 2000), «Увічнення нескорених. Українські військові меморіали 20-30-х рр. XX ст. у Польщі» (автор О. Колянчук. Львів, 2003).